# Mochovskoe
Mochovskoe (in lingua russa Моховское) è un centro abitato del Territorio dell'Altaj, situato nell'Alejskij rajon.